# Gustav Hartlaub
Karel Johan Gustav Hartlaub (8 de noviembre de 1814-29 de noviembre de 1900) fue un médico y zoólogo alemán. Nació en Bremen, y estudió en Bonn y Berlín antes de graduarse en medicina en la Universidad de Gotinga. En 1840 comenzó a coleccionar y estudiar aves exóticas, que luego donó al Museo de Bremen de Historia Natural. Describió algunas de estas especies por primera vez.
En 1852, fundó la publicación Journal für Ornithologie. junto a Jean Cabanis.

## Abreviatura (zoología)
La abreviatura Hartlaub  se emplea para indicar a Gustav Hartlaub como autoridad en la descripción y taxonomía en zoología.

## Honores

### Eponimia
Algunas aves le fueron dedicadas y llevan su nombre: Lissotis hartlaubii, Pteronetta hartlaubii y Larus hartlaubii.

### Literatura
- Bo Beolens, Michael Watkins. Whose Bird? Common Bird Names and the People They Commemorate. Yale University Press. New Haven & Londres, 2003
- Hans Christian Andersen, Lina von Eisendecher. Briefwechsel, Wallstein Verlag, 1999, ISBN 978-3-89244-648-4
- Paul Leverkühn. Zur Erinnerung an Dr. Gustav Hartlaub. J. of Ornithology 49 ( 3), 1901, ISSN 0021-8375
- Otto Finsch. Zur Versöhnung zweier toten Meister. (Hartlaub-Petényi) J. of Ornithology 50 ( 3), 1902, ISSN 0021-8375